# Jarrod Murphy
Jarrod Murphy é um aerodinamicista britânico que é atualmente o diretor de aerodinâmica da equipe de Fórmula 1 da Mercedes.

## Carreira
Murphy começou sua carreira no automobilismo como analista de estresse para a equipe de Fórmula 1 da Benetton em 1996. Ele então mudou-se para a área de CFD (fluidodinâmica computacional), tornando-se chefe de CFD da Renault em 2006, equipe esta que foi transformada na Lotus F1 Team para a disputa da Fórmula 1 a partir da temporada de 2012. Em novembro de 2013, ele mudou-se para a equipe da Mercedes para se tornar o aerodinamicista chefe antes de se tornar o chefe de aerodinâmica da Mercedes em julho de 2017. Em julho de 2021, ele foi promovido a diretor de aerodinâmica, cobrindo uma área de atuação mais ampla e substituindo efetivamente Mike Elliott, que foi promovido a diretor técnico.